# Rejon krakowiecki
Rejon krakowiecki (ukr. Краківецький район) – dawna jednostka podziału administracyjnego Ukraińskiej Socjalistycznej Republiki Radzieckiej w Związku Socjalistycznych Republik Radzieckich w latach 1940–1941 i 1944–1957. Należał do obwodu lwowskiego. Siedziba władz rejonu znajdowała się w Krakowcu.
Rejon krakowiecki został utworzony 17 stycznia 1940 na podstawie dekretu Prezydium Rady Najwyższej USRR o podziale na rejony zachodnich obwodów USRR, kiedy to w obwodzie lwowskim utworzono 37 rejonów, między innymi krakowiecki. Rejon objął następujące obszary:
- miasto Krakowiec;
- całą gminę Gnojnice;
- całą gminę Nahaczów;
- całą gminę Wielkie Oczy;
- zachodnią część gminy Szutowa (gromady Lubienie, Morańce, Pyszówka, Sarny i Wólka Rosnowska).

Obszary te należały przed wojną do powiatu jaworowskiego w województwie lwowskim.
Rejon krakowiecki przestał istnieć wraz z wybuchem wojny niemiecko-radzieckiej 22 czerwca 1941. Jego tereny weszły w skład Landkreis Lemberg dystryktu galicyjskiego Generalnego Gubernatorstwa.
Rejon został odtworzony 23 lipca 1944, po zajęciu tych terenów przez Armię Czerwoną.
W październiku 1944, w wyniku wytyczenia granicy między ZSRR a Polską, do Polski włączono:
- połowę przedwojennej gminy Wielkie Oczy (gromady Kobylnica Ruska, Kobylnica Wołoska, Potok Jaworowski, Skolin, Wielkie Oczy, Wólka Żmijowska i Żmijowiska) – włączono ją do reaktywowanego powiatu lubaczowskiego w resztkowym województwie lwowskim, reaktywując jednocześnie gminę Wielkie Oczy, aczkolwiek o mniejszych rozmiarach;
- większą część przedwojennej gminy Gnojnice (gromady Budzyń, Chałupki Chotynieckie, Chotyniec, Gaje (Hruszowice), Korczowe i Młyny) – włączono ją do powiatu jarosławskiego w resztkowym województwie lwowskim, gdzie – na skutek odłączenia od niej Gnojnic – utworzono z niej nową gminę Młyny.

Obie gminy weszły 18 sierpnia 1945 w skład nowego województwa rzeszowskiego.
Znacznie zmniejszony rejon krakowiecki zniesiono w 1957 roku, włączając go do rejonu jaworowskiego.